# 보브 노르다

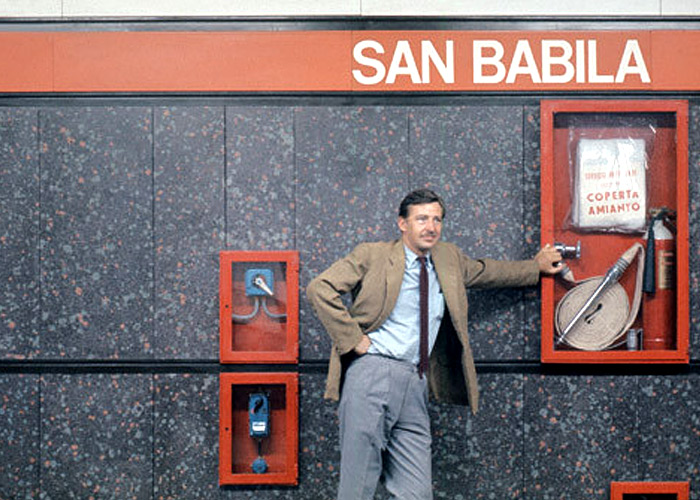
자신이 디자인한 밀라노 지하철 승강장에 서 있는 보브 노르다 (1964년)

보브 노르다(Bob Noorda, 1927년 7월 15일 ~ 2010년 1월 11일)는 네덜란드에서 태어난 이탈리아의 그래픽 디자이너이다. 1954년부터 밀라노에서 처음 일했고 이후 사망할 때까지 그곳에 살았다. 《뉴욕 타임스》의 부고 기사에서 스티븐 헬러는 그를 "모더니스트들이 광고 포스터와 기업 로고, 그리고 1960년대에는 뉴욕 지하철 체계 전반으로 눈을 돌리기 시작하도록 도와줬던 세계적으로 유명한 그래픽 디자이너"라고 칭했다.

## 생애
노르다는 암스테르담에서 태어나 인스티튀트 포르퀸스트네이베르헤이드손데르베이스 (Instituut voor Kunstnijverheidsonderwijs, 현 헤릿 릿벨트 아카데미)에 진학해 1950년 졸업했다. 이후 1954년에는 밀라노로 이사했다. 이탈리아에서 누르다는 1950년대 후반에서 1960년대 초에 피렐리 사에서 포스터와 광고 디자인을 맡아 명성을 얻었다. 당시 그는 피렐리 사의 예술 감독을 맡기도 했다.
1964년에는 이탈리아 최초로 건설된 밀라노 지하철의 안내표지판과 디자인 작업에 참여했다.

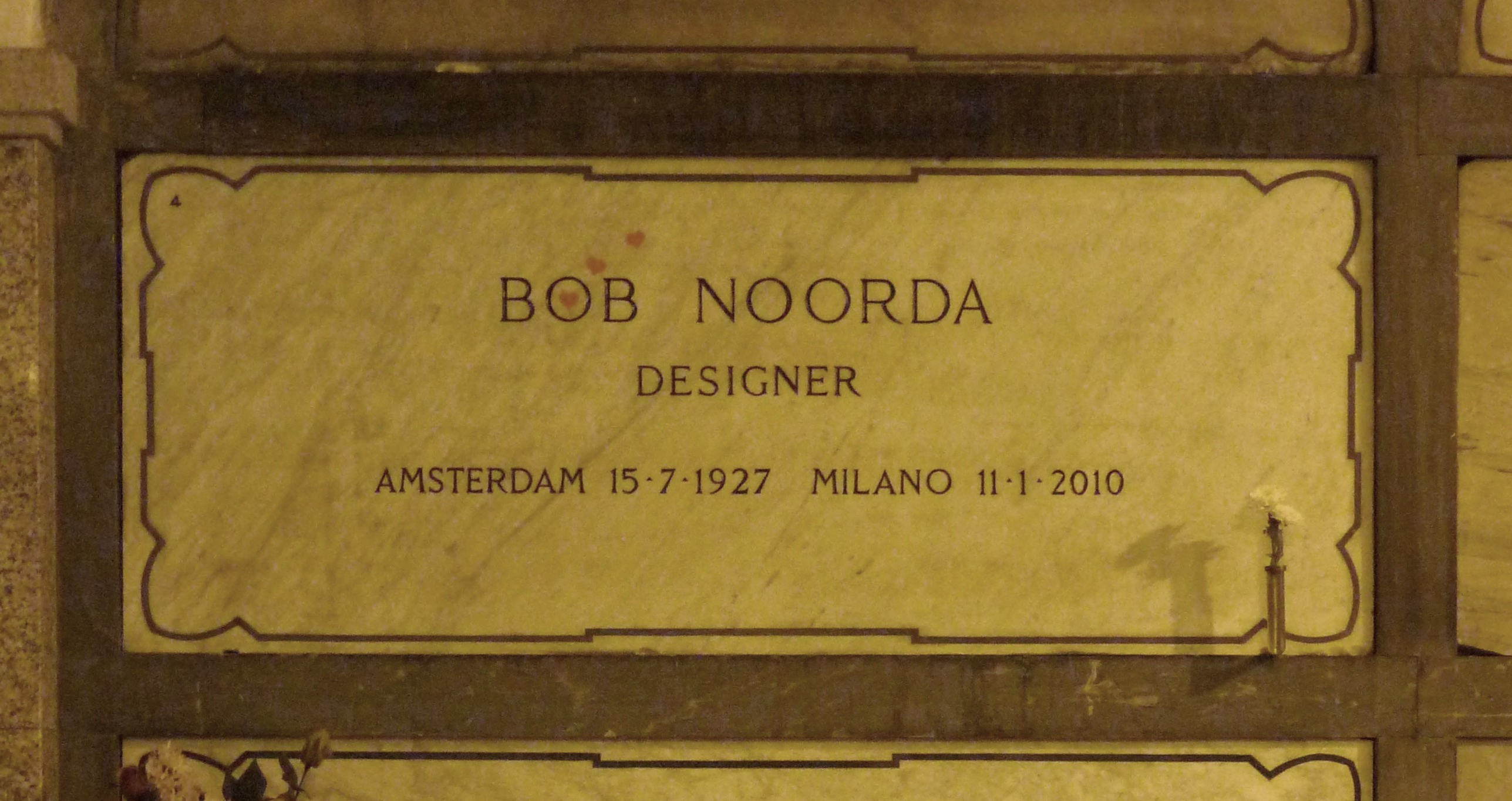
2015년 밀라노 추모 묘지에 자리한 노르다의 묘비

1965년, 노르다는 밀라노에 살던 동료 디자이너였던 마시모 비녤리와 함께 시카고와 밀라노를 비롯한 세계 도처에 사무소를 둔 유니마크 인터네셔널 사의 창립자 7인 중 하나였다. 미국에서 노르다는 이 유니마크 사와 뉴욕 도시교통국이 함께 작업한 디자인으로 가장 잘 알려져 있다.
노르다는 디자인 활동 외에도 밀라노 소시에타 우마니타리아 대학, ISIA 우르비노 분교, IED 밀라노 분교에서 그래픽디자인과 교수로 재직했다. 1996년부터 2001년까지는 밀라노 공과대학 시각커뮤니케이션학과 교수로 재직했다.

## 출판
- Cinzia Ferrara and Francesco E. Guida (eds.). "On the road. Bob Noorda: travelling with a graphic designer". Milan, Ed. Aiap, 2011. ISBN 978-88-902584-9-7